# ELO RMF
eLO RMF – była internetowa stacja radiowa umieszczona w serwisie RMFon.pl (następcy MiastoMuzyki.pl), stworzona z myślą o licealistach i młodzieży szkół ponadgimnazjalnych. Została uruchomiona z okazji 18-lecia RMF FM. Pierwszy utwór, który pojawił się na antenie, to piosenka "Gdy nie ma dzieci" zespołu Kult. Radio nadawało codziennie ze studia na Kopcu Kościuszki w Krakowie.

## Historia
eLO RMF rozpoczęło nadawanie 15 stycznia 2008 roku w serwisie internetowym MiastoMuzyki.pl. Koordynatorem projektu został Michał Zazula. Radio nadawało od poniedziałku do piątku w godzinach od 17:00 do 21:00. W tym czasie redakcje składające się z licealistów z 15 krakowskich szkół prowadziły swoje autorskie programy. W projekcie uczestniczyło wtedy około 120 licealistów.
We wrześniu 2008 roku z grona młodych dziennikarzy powołano Wydawców Dnia. Pełnili oni funkcję opiekunów programów.
W czerwcu 2009 roku w ramach rozwoju radia dołączyły do nich nowe osoby. Utworzono wtedy także poszczególne redakcje i uformowano "zarząd" radia eLO RMF. Zgodnie z zaleceniem szefostwa Grupy RMF decyduje on o profilu i działaniach radia. Oficjalnym szefem został Michał Zazula, a koordynatorem ramówki i  mianowano Justynę Marczewską. Gruntownej zmianie uległa też ramówka radia. Zrezygnowano z redakcji szkolnych, a ich członkowie zostali przekształceni w reporterów i dziennikarzy eLO RMF. Antena została podzielona na dwa pasma – popołudniowe – "To się robi po szkole" oraz muzyczne – "Szkoła Dobrego Grania". Z czasem wykształciło się również kolejne pasmo tematyczne – "Studio Zainteresowań", które przejęło dawną funkcję programów autorskich. Programy były nadawane siedem dni w tygodniu w godzinach 15-21.
W 2010 roku na jesień przeprowadzono warsztaty dla nowego naboru. Wtedy także Michał Zazula zdecydował się podzielić swoje obowiązki między dwóch zastępców: do spraw zasobów ludzkich i programowej działalności radia oraz do spraw promocji i public relations. Największą słuchalnością cieszył się cotygodniowy magazyn sportowy "Byle do Przerwy", który prowadził Łukasz Król, Grzegorz Kukuła i Marek Bartoszek, i w którym gościły m.in. Agnieszka i Urszula Radwańskie.
Rezygnacja Michała Zazuli w czerwcu 2011 roku wywołała kolejne zmiany. We wrześniu 2011 funkcję szefa stacji przejęła Joanna Malita, pełniąca niegdyś funkcję Wydawcy Dnia. Powołano nowy sztab wydawców, którzy tworzą zarazem organ doradczy szefowej stacji. Nowy jesienny sezon ruszył w październiku 2011 roku, z dwoma pasmami w ciągu tygodnia – publicystyczną "Strefa Pełna pasji" i "Muzycznym Dobrym Wieczorem" oraz specjalnymi programami w sobotę i niedzielę – "Weekend w eLO RMF". w projekcie uczestniczyło wówczas około 50 osób. W krakowskich liceach przeprowadzono także nowy nabór, który od wiosny prowadzi programy w eLO RMF.
W wakacje 2012 roku na antenie stacji pojawił się specjalny program – popołudniówka pt. "Wakacje z eLO RMF", prowadzona w każdy tygodniu przez inny duet prowadzących. Jesienny sezon 2012 roku ruszył z początkiem października. W listopadzie przeprowadzono kolejny nabór, po raz pierwszy wyłącznie drogą internetową, przez stronę radia. Do stacji z początkiem 2013 roku dołączyło 20 nowych dziennikarzy, którzy od marca prowadzą swoje autorskie audycje.
W maju 2013 w projekcie uczestniczyło prawie 90 osób: prowadzących, realizatorów oraz wydawców.
eLO RMF zakończyło nadawanie 1 października 2014 roku.

## Szkoły, których uczniowie biorą udział w projekcie
- I Prywatne LO w Krakowie
- II LO w Krakowie
- III LO w Krakowie
- IV Prywatne LO "World" w Krakowie
- V LO w Krakowie
- VI LO w Krakowie
- VII LO w Krakowie
- VIII LO w Krakowie
- IX LO w Krakowie
- XIV LO w Krakowie
- XVI LO w Krakowie
- XVII LO w Krakowie
- XXIII LO w Krakowie
- XXIX LO w Krakowie
- XXXIII LO w Krakowie
- Centrum Młodzieży Jordana w Krakowie
- Liceum Łączności w Krakowie
- Liceum Salezjańskie w Krakowie
- LO w Skawinie
- LO w Jarosławiu

## Redaktorzy naczelni
- Michał Zazula (od stycznia 2008 do września 2011)
- Joanna Malita (od września 2011 do października 2014)

## Format
eLO RMF było radiem internetowym o charakterze lokalnym. Większość audycji skierowana była dla ludzi młodych, uczących się w krakowskich szkołach ponadgimnazjalnych. Wszystkie programy odpowiadały aktualnym zainteresowaniom ludzi młodych, trendom i modą panującymi w świecie kultury, filmu, mody, sztuki czy muzyki. Odgrywana w stacji muzyka również została dobrana pod gusta ludzi młodych. Prezentowana była popularna muzyka z gatunku rock, pop, pop alternatywny, hip-hop, R&B.

## Programy
Programy prowadzone były na żywo codziennie od 17:00 do 21:00. W ciągu dnia można było posłuchać specjalnej playlisty przygotowanej przez redakcję muzyczną stacji.